# Cunda Dia Baze
Cunda Dia Baze (auch Kunda Dia Baze, Kunda-dia-Base und ähnliche Varianten) ist eine Kleinstadt und ein Landkreis in Angola.

## Verwaltung
Cunda Dia Baze ist Sitz eines gleichnamigen Landkreises (Município) in der Provinz Malanje. Der Kreis hat etwa 46.800 Einwohner (Schätzung 2011). Die Volkszählung 2014 soll fortan gesicherte Bevölkerungsdaten liefern.
Der Kreis Cunda Dia Baze setzt sich aus drei Gemeinden (Comunas) zusammen:
- Cunda Dia Baze
- Lemba
- Milando